# Cedar Mountain (Kaibab National Forest, Arizona)
Der Cedar Mountain ist ein Berg am Rande des Kaibab National Forest im Coconino County des US-amerikanischen Bundesstaates Arizona. Er ist 2330 Meter hoch.
Die Stadt Williams ist etwa 18 Kilometer entfernt, die Stadt Flagstaff etwa 48 Kilometer, die Interstate 40 etwa 15 Kilometer.